# Ducado de Gênova
Ducado de Gênova era o nome tomado por territórios da antiga República de Gênova, quando eles foram dados ao Reino da Sardenha pelo Congresso de Viena em 1815. O povo da Ligúria revoltou-se e o Ducado foi finalmente dissolvido após a fusão de 1848 e dividido entre as províncias de Gênova e Nice.